# Åråsviken-Vallholmen
Åråsviken-Vallholmen este o arie protejată (arie de protecție specială avifaunistică — SPA) din Suedia întinsă pe o suprafață de 924,8 ha, integral pe uscat.

## Localizare
Centrul sitului Åråsviken-Vallholmen este situat la coordonatele 59°02′09″N 14°04′37″E / 59.0357°N 14.0769°E.

## Înființare
Situl Åråsviken-Vallholmen a fost declarat arie de protecție specială avifaunistică în martie 1996 pentru a proteja 40 de specii de animale.

## Biodiversitate
Situată în ecoregiunea boreală, aria protejată nu include niciun habitat protejat.
La baza desemnării sitului se află mai multe specii protejate de  păsări (40): minunița (Aegolius funereus), pescăruș albastru (Alcedo atthis), fâsă roșiatică (Anthus cervinus), ciuf de câmp (Asio flammeus), cocoșul de mesteacăn (Bonasa bonasia), buhai de baltă (Botaurus stellaris), fugaci mic (Calidris minuta), caprimulg (Caprimulgus europaeus), chirighiță neagră (Chlidonias niger), erete de stuf (Circus aeruginosus), cristeiul de câmp (Crex crex), lebădă de iarnă (Cygnus cygnus), ciocănitoare neagră (Dryocopus martius), presură de grădină (Emberiza hortulana), șoim de iarnă (Falco columbarius), muscar (Ficedula parva), Gallinago media, cufundar polar (Gavia arctica), ciuvică (Glaucidium passerinum), cocor (Grus grus), sfrâncioc roșiatic (Lanius collurio), sitar de mal nordic (Limosa lapponica), gușă albastră (Luscinia svecica), ferestraș mic (Mergus albellus), vultur pescar (Pandion haliaetus), viespar (Pernis apivorus), cormoran mare (Phalacrocorax carbo), Phalacrocorax carbo sinensis, notatița cu ciocul subțire (Phalaropus lobatus), bătăuș (Philomachus pugnax), ciocănitoare de munte (Picoides tridactylus), ciocănitoare verzuie (Picus canus), ploier auriu (Pluvialis apricaria), cresteț pestriț (Porzana porzana), pescăriță mare (Sterna caspia), chiră de baltă (Sterna hirundo), Sterna paradisaea, cocoșul de mesteacăn (Tetrao tetrix tetrix),  cocoș de munte (Tetrao urogallus), fluierar de mlaștină (Tringa glareola).